# كلية رياض الأطفال (جامعة سوهاج)
كلية رياض الأطفال جامعة سوهاج هي كلية حكومية مصرية تهدف إلي تنمية ورعاية الطفولة في مصر والإرتقاء بالطالبات وإمدادهم بالمهارات اللازمة والخلفية النظرية والعملية لمهنة التدريس للتعامل مع طفل ما قبل المدرسة وتوفير معلمات متخصصات، وتدعيم التنمية المهنية والتدريب أثناء الخدمة للمعلمات غير المتخصصات أو المعلمات اللاتى لم يتلقين نظام إعداد متكامل.

## مبني الكلية
مبنى كلية رياض الأطفال في حرم الجامعة الجديدة بمدينة سوهاج الجديدة على مساحة 3500م2 مكون من قبو، دور أرضى، 4 أدوار إلى جانب عدد من الفصول الدراسية ومدرج، وقاعات لرياض الأطفال وغرف إدارية بتكلفة 78.5 مليون جنيه.

## الإنشاء
في 15 يونيو 2019، استقبل رئيس جامعة سوهاج وفد من لجنة قطاع دراسات الطفولة ورياض الأطفال بالمجلس الأعلى للجامعات المصرية لمعاينة مقر كلية التربية للطفولة المبكرة المؤقت بمبنى كلية التربية بمقر الجامعة الجديدة، لحين الإنتهاء من إنشاءات المبنى الخاص بالكلية.
في 14 يناير 2021، تفقد رئيس جامعة سوهاج أعمال الإنشاءات الخاصة بمبنى كلية رياض الأطفال بالمقر الجديد للجامعة وذلك للتاكد من إنتهاء إنشاء المبني طبقاً للخطة الزمنية الموضوعة، والعمل علي تنفيذه بشكل سريع، وتذليل كافة العقبات أمام الشركات المنفذة، وذلك  لاستيعاب الزيادة العددية في نسبة الطلاب الملتحقين بالجامعة.

## أقسام الكلية
تحتوي الكلية علي 3 أقسام
- العلوم التربوية والنفسية.
- مناهج الطفل.
- التربية الخاصة.